# Bernard Coyne
Bernard Coyne (Iowa, 27 luglio 1897 – 20 maggio 1921) è stato dal 1915 al 1921 l'uomo più alto vivente.

## Biografia
Coyne nacque nel 1897 nell'Iowa, negli USA. Al momento della sua morte era la persona più alta vivente (2,49 m.) ed era ancora in crescita. Di scarpe portava 25 (nel sistema statunitense) e 61 (nel sistema europeo). Morì a 24 anni a causa di problemi al fegato. È stato sepolto in Iowa.